# 佩爾紹特拉夫內韋 (瓦西里夫卡市鎮)
47°24′58″N 35°12′30″E / 47.41611°N 35.20833°E
佩爾紹特拉夫內韋是位於烏克蘭東南部的村莊，由扎波羅熱州瓦西里夫卡區的瓦西里夫卡市鎮負責管轄。該村始建於1922年，面積11平方公里，海拔高度91米，2001年人口439，人口密度每平方公里39.9人。